# Henry A. Wise
Pour les articles homonymes, voir Wise.
Henry Alexander Wise (3 décembre 1806 - 12 septembre 1876) fut un avocat, un homme politique de Virginie et un général (political general) de l’armée confédérée pendant la guerre de Sécession.

## Débuts

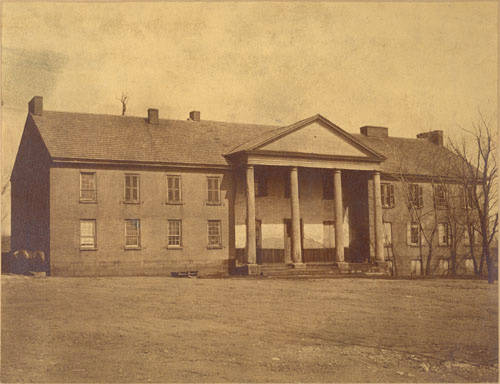
Le Washington and Jefferson College, en Pennsylvanie, dans les années 1820.

Wise nait à Drummondtown (comté d'Accomack, Virginie), du major John Wise et de sa seconde épouse Sarah Corbin Cropper, descendants tous deux de familles établies depuis longtemps en Virginie.
Jusqu’à l’âge de 12 ans il est éduqué à domicile par un précepteur, puis il entre à la Margaret Academy, près de Pungoteague (Accomack County).
Il est admis ensuite au Washington College (aujourd’hui le Washington and Jefferson College)  où il fait partie des sociétés littéraires.
Il sort du Washington College en 1825 et en 1828 s’inscrit au barreau de Nashville, Tennessee. En 1830 il retourne dans le comté d'Accomack.

## Mariage et famille
Wise épousa en 1828 Anne Jennings, fille du Rev. Obadiah Jennings. Elle mourut en 1837 dans un incendie, laissant Henri avec quatre orphelins (deux garçons et deux filles).
Wise épousa en novembre 1840 Sarah Sergeant (fille du politicien whig John Sergeant (en)) qui lui donna neuf enfants et mourut en 1850 dans les suites d’un accouchement.
En 19 ans de vie conjugale, Wise se trouva père de quatorze enfants, dont seulement sept parvinrent à l’âge adulte.
Wise épousa sa 3e épouse, Mary Elizabeth Lyons, en 1853.
Wise avait acheté Rolleston, une plantation de 884 acres située sur la branche est de la rivière Elizabeth, près de Norfolk (Virginie), à son frère J.C. Wise, qui continua d’ailleurs à y vivre.
À la fin de son mandat de gouverneur de Virginie, Wise s’établit à Rolleston avec sa dernière épouse et ses plus jeunes enfants. Après la guerre de Sécession, la famille Wise vécut à Richmond, où Wise reprit son métier d’homme de loi.

## Carrière politique
Henry A. Wise siège au Congrès de 1833 à 1844.
Il est élu en 1832, en tant que démocrate jacksonien (partisan de Andrew Jackson). Il se bat en duel (au pistolet) après son élection avec Richard Coke, son adversaire, et le blesse à l'épaule.
À l’occasion de l'affaire de la Second Bank of the United States, il rompt avec les jacksoniens et devient whig, mais ses électeurs le suivent.
Wise est réélu au congrès sous l’étiquette whig en 1837, et siège jusqu’en 1841. Il est réélu en tant que démocrate (tendance Tyler) en 1843. Wise ayant activement mené campagne pour l’élection de John Tyler comme vice-président des États-Unis en 1840, Tyler le nomme ambassadeur au Brésil. Wise y séjourne de 1844 à 1847, et 2 de ses enfants naissent à Rio de Janeiro.
Après son retour, Wise adhère au parti démocrate. En 1855, à l'issue d'une remarquable campagne, il bat le candidat Know Nothing et est élu 33e gouverneur de Virginie. Il le resta de 1856 à 1860. Wise County (Virginie, est baptisé en son honneur en 1856.

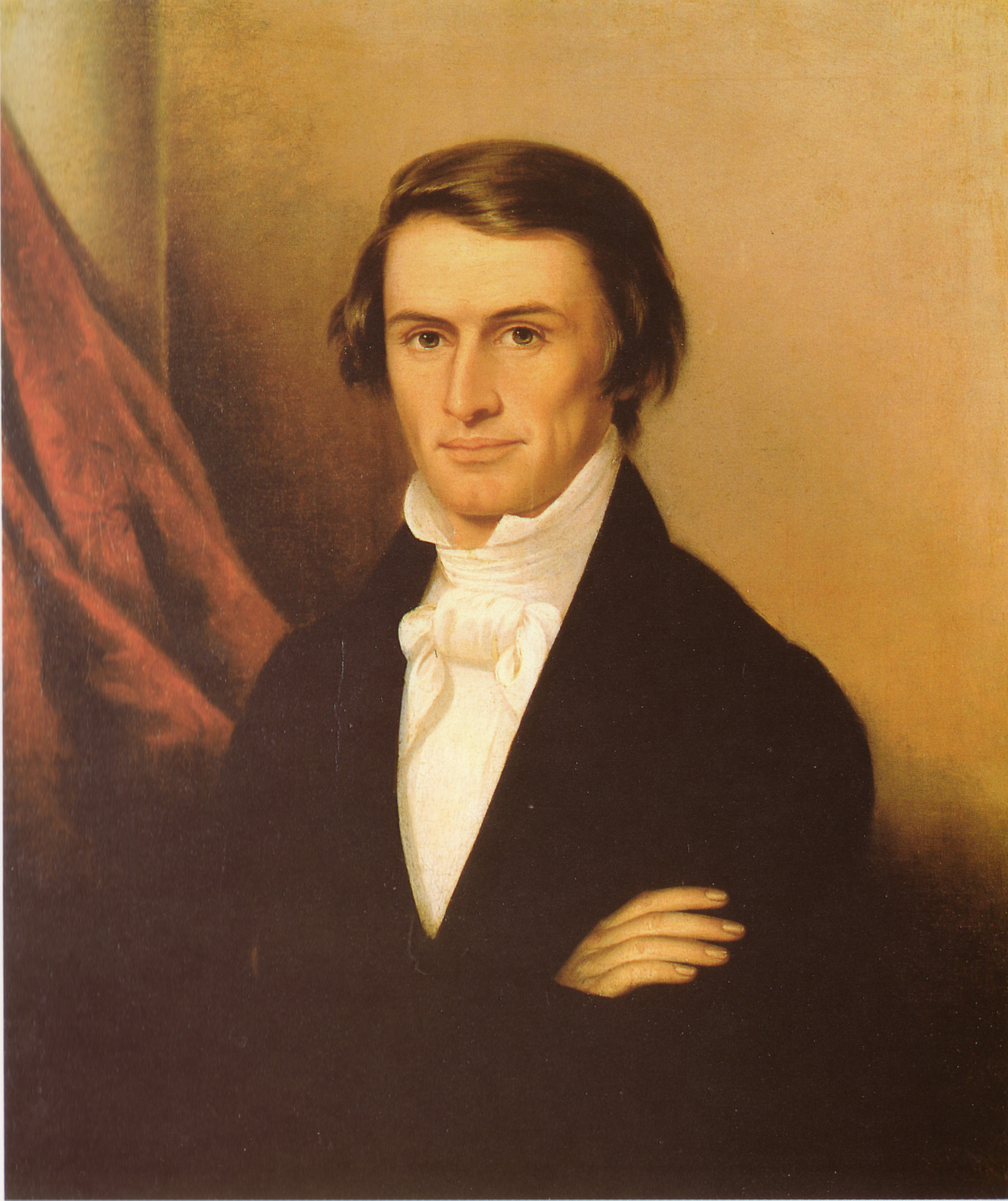
Henry A. Wise en 1842, à l'âge de 36 ans. Ici présenté sous son jour le plus séduisant par Mrs Sarah Miriam Peale, Wise était aussi un imprécateur logorrhéique redouté de ses adversaires politiques. Cette ambivalence est bien décrite par un contemporain (cf fin du § "Carrière politique")

Wise soutint activement l’annexion du Texas par les États-Unis en 1845 et donna son nom au Wise County (Texas).
Un des derniers actes officiels de Wise en tant que gouverneur de Virginie fut la signature de la sentence de condamnation à mort de John Brown (19 décembre 1859).
Il fut un chaud partisan de la sécession lors des mouvements de 1861 : le 17 avril 1861, alors que les délégués étaient en réunion et discutaient, Wise annonça qu’il avait donné l’ordre à la milice de Virginie de saisir l’arsenal de Harpers Ferry et Gosport Naval Yards, le port de guerre de Norfolk. Il déclara notamment, un pistolet à la main, que la Virginie était dorénavant en guerre avec les États-Unis et qu'il tirerait sur quiconque tenteraient de l'abattre pour trahison. Mise devant le fait accompli, la Virginie annonça qu’elle se séparait de l’Union avec 85 délégués pour, et 55 contre.
Wise s’engage alors dans l’armée confédérée et est nommé général de brigade. Mais, s'il est apprécié par les soldats, il est peu aimé par les bureaucrates et la hiérarchie. Un contemporain écrivit de lui :« Wise était un des hommes les plus doués que j'aie eu la chance de connaitre. Son éloquence avait sur un auditoire populaire un effet stupéfiant : il éblouissait, surprenait, et envoyait comme de véritables décharges électriques de sentimentalisme, d'humour et de pathos. (En tant qu'officier) , il était brave, vigilant, et de ressources fertiles, mais sa carrière militaire était loin d'être une réussite. En Virginie il se querella avec Floyd (John B. Floyd), et il ne s'entendait avec aucun officier supérieur ».
Wise était capable de tenir son auditoire en haleine, et disposait d'un registre très varié : un officiel qui visita la position tenue par Wise sur la James River, en face de Drewry's Bluff, écrivit :« il me reçut très cordialement, et me promena toute la matinée dans ses lignes, expliquant ses points de vue avec la plus grande éloquence, citant les grands maîtres en l'art de la guerre (qu'il paraissait connaître parfaitement), parsemant sa dissertation érudite et scientifique avec les plus âpres critiques au sujet des hommes (au pouvoir) et des mesures (qu'ils adoptaient), dénonçant le gouvernement confédéré et le congrès, et le particularisme étroit de West Point, mais surtout revenant sans cesse à un flot d'injures affreuses contre les Yankees ».
Wise était un orateur doué, un politicien au caractère de vif argent féroce envers ses adversaires. Il a soutenu en tant qu'homme politique une série de mesures progressistes : réforme de la constitution de la Virginie visant à élargir le cens, attribution de crédits publics à l'éducation primaire. Il était par ailleurs, partisan convaincu de l'esclavage, et devint un fervent sécessionniste.

## Carrière militaire

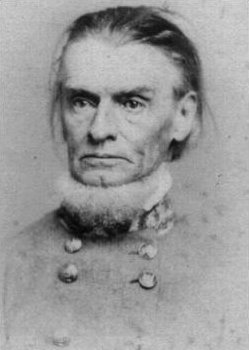
Le visage tourmenté du brigadier general Henry A. Wise pendant la guerre de Sécession. Il a passé la cinquantaine. Le collier de barbe blanche ne cache pas le menton volontaire marqué d'une profonde fossette, le front est haut et large, le regard fixe et impérieux, la bouche amère….

### Pendant lacampagne de Burnside en Caroline du Nord
(voir l'article Bataille de Roanoke Island)
Wise est affecté à la défense de l’île Roanoke  , clé de la partie nord des sounds, la mer intérieure qui borde les côtes de Caroline du Nord. L’île Roanoke commandait l’accès (par les canaux) à l’arrière du port de guerre de Norfolk, et Wise dépendait du commandant de la place de Norfolk (Virginie) , le statique et controversé major general Benjamin Huger.
Wise, tout en mettant l'île sur la défensive (voir bataille de Roanoke Island), est conscient que les fédéraux se préparent à l’attaquer avec des forces bien supérieures aux siennes, et il demande avec insistance à Huger des fournitures, des munitions, de l'artillerie, et surtout des renforts. Huger, qui dispose de 13 000 hommes à Norfolk, lui répond qu'il vaudrait mieux "travailler dur et garder (votre) calme au milieu des troupes que vous avez, au lieu de (vouloir) davantage d'hommes. Finalement Jefferson Davis, président de la Confédération, ordonne à Huger d'envoyer des renforts à Wise, mais il est bien trop tard.
Sur l'île Roanoke, Wise (décidément atrabilaire, ou exaspéré par le manque de moyens dont il dispose) critique âprement l'action de son allié de la marine confédérée, le flag officer William F. Lynch qui, dit-il, exige beaucoup trop de moyens pour sa "Flotte Moustique" de 7 petits bateaux armés de seulement 8 canons en tout : "le capitaine Lynch était énergique, zélé, et actif, mais il accorda trop d’importance à sa flottille de canonnières. Il nous a privé des remorqueurs en les transformant en canonnières parfaitement stupides alors qu’ils auraient été plus utiles lors des transports de pilotis, de bois de construction, de fourrage, de provisions de toutes sortes, et de troupes. ".
.

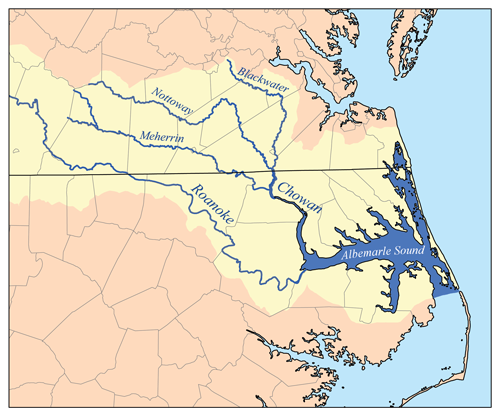
Les sounds de Caroline du Nord sont une immense lagune le long des côtes de Caroline du Nord. En bleu foncé la baie d'Albemarle, communiquant au nord par des canaux avec l'arrière du port de Norfolk - et gardée au sud par l'île Roanoke, qui est donc la clé de Norfolk. En bleu clair au sud la baie de Pamlico, et au sud-est le Cap Hatteras formé par la convergence des îles en ruban, les Outer Banks. Nags Head, où Wise fut (dit-il) hospitalisé pendant la bataille de Roanoke Island, est une station balnéaire située à la hauteur de l'extrémité supérieure de l'île Roanoke, mais sur la façade atlantique de l' Outer Bank

Alors que les canonnières fédérales et les troupes d’élite de l’armée de terre US lancent une attaque combinée sur l’île (voir bataille de Roanoke Island) Wise est à Nags Head, une station balnéaire de la côte atlantique. Il est, assure-t-il, alité pour cause de pathologie pulmonaire importante : "pleurésie, avec forte fièvre et crachements de sang, menaçant (de se compliquer de) pneumonie…".
Son remplaçant sur l'île Roanoke, le colonel Shaw, et ses 1 400 hommes sont balayés et capturés par le corps expéditionnaire de Burnside, d’ailleurs 10 fois plus puissant, et la "Flotte Moustique" confédérée est ensuite rapidement détruite par les canonnières de l'US Navy, à part 2 unités (voir bataille de Elizabeth City). L’île Roanoke sert ensuite de base de départ aux opérations successives de Burnside dans les sounds (voir Campagne de Burnside en Caroline du Nord) .

### Après le tournant de lacampagne de la Péninsule
tournant marqué par la victoire confédérée lors de Bataille de Seven Pines, Wise est de retour à Richmond, et, grâce à son ascendant sur les hommes, réunit la Wise Legion, un corps de troupe qui lui est tout dévoué. Wise et ses hommes sont placés (en compagnie de J.E.B. Stuart et de sa brigade de cavalerie) sous les ordres du maj.gen. Theophilus H. Holmes et combat lors de la Bataille de Sept Jours.
En 1862 et 1863 Wise exerce plusieurs commandements en Caroline du Nord et Virginie.
En 1864, Wise, qui commande une brigade dans le cadre du  Department of North Carolina & Southern Virginia défend Petersburg, sauve la ville lors de la première bataille de Petersburg (9 juin 1864)  , et contribue à la sauver lors de la seconde bataille de Petersburg (15-18 juin 1864). Il commande une brigade de l’Armée de Virginie du Nord lors du siège de Petersburg, et est promu au grade de major general après la bataille de Sayler's Creek.
Pendant les dernières phases de la guerre de Sécession, Wise, qui combat bravement aux côtés de Robert E. Lee pendant la  campagne d'Appomattox, l’exhorte cependant à signer l’armistice.
Wise, célèbre dans l’armée par son verbe haut et ses injures homériques, a été populaire parmi les soldats car, disaient-ils, "il a maudit tous les Yankees, jusqu’au dernier".
Wise était le beau-frère du maj. gen. unioniste George G. Meade, le général qui tint tête à Robert E. Lee lors de la bataille de Gettysburg.

## Après la guerre
Après la fin de la guerre de Sécession, Wise reprit son métier d'avocat à Richmond (Virginie), où il vécut jusqu'à sa mort en 1876.
Wise ne chercha pas à obtenir son pardon officiel, mais il minimisa publiquement son rôle dans la sécession de la Virginie et son activité de combattant pendant la guerre, et il finit par soutenir Ulysses S. Grant pendant sa campagne de 1872.
Il écrivit son autobiographie : "7 Decades of the Union"  en 1872.
Wise ne put reprendre possession de Rolleston : il avait abandonné la plantation en mai 1862 lors de la prise de Norfolk par les fédéraux pour s'installer à  Rocky Mount (Franklin County, Virginie) , et le gouvernement US n'accepta de rendre à Wise que son dernier domicile, celui de Rocky Mount.
Du reste le Bureau of Refugees, Freedmen and Abandoned Lands ("Bureau des réfugiés, des affranchis et des terres abandonnées") avait fait des bâtiments de Rolleston Hall une école pour 2 centaines de noirs récemment libérés.
Deux des fils de Wise furent des hommes connus au niveau local et fédéral. L'un, John Sergeant Wise, qui avait 15 ans en 1861, s'engagea plus tard dans l'armée confédérée et écrivit un livre de souvenirs : La fin d'une ère.
Un petit-fils de Wise, Barton Haxall Wise, écrivit une biographie de son grand-père : The Life of Henry A. Wise of Virginia (New York, 1899).